# Charles-Valentin Alkan
Charles-Valentin Alkan (30. november 1813 – 29. marts 1888) var en fransk komponist af jødisk oprindelse. Han var en af samtidens bedste pianister. I en alder af seks år blev han optaget på Conservatoire de Paris, hvor han vandt mange priser, og som voksen blev han en berømt virtuos og klaverlærer. Skønt han som ung var socialt aktiv og gode venner med prominente musikere og kunstnere som Eugène Delacroix, Franz Liszt og Frédéric Chopin, trak han sig efter 1848 efterhånden tilbage fra rampelyset, og frem til sin død i Paris førte han en isoleret tilværelse.